# Anna Niwald
Anna Maria Niwald – polska okulistka, strabolog, doktor habilitowany medycyny. Specjalizuje się w okulistyce dziecięcej.
Stopień doktorski uzyskała na Wojskowej Akademii Medycznej w 1997 roku na podstawie pracy "Wpływ wybranych czynników ryzyka na rozwój retinopatii wcześniaków i na wyniki zastosowanej krioterapii" (promotorem był Janusz Czajkowski). Habilitowała się w 2009 roku na podstawie oceny dorobku naukowego i pracy pod tytułem "Kliniczne i sonograficzne wykładniki progresji retinopatii wcześniaków".
Pracuje jako adiunkt w Katedrze Pediatrii Zabiegowej Uniwersytetu Medycznego w Łodzi. Należy do Polskiego Towarzystwa Okulistycznego.
Współautorka opracowania "Retinopatia wcześniaków" (wyd. 2015, ISBN 978-83-200-4889-6). Swoje prace publikowała w czasopismach krajowych i zagranicznych, m.in. w Klinice Ocznej. Zainteresowania kliniczne i badawcze A. Niwald dotyczą m.in. rozpoznawania i leczenia retinopatii wcześniaków oraz zeza.